# Hatvan utca
A Hatvan utca Debrecen egyik utcája. Onnan kapta a nevét, hogy a 15. században, amikor megnyitották, mindkét oldalán 30-30 telket mértek ki új házak építésére.
Hatvan utca 1. – Püspöki Palota
Helyén korábban a Tiszántúli Református Egyházkerület püspöki székháza állott. A Bálint Zoltán és Jámbor Lajos tervei szerint 1912-ben református egyházi bérháznak épült nagy tömegű épület, a szecesszió nyugtalan stílusjegyeivel a homlokzatán, megbontja a Nagytemplom környezetének nyugodt városképét.
Líciumfa
A Püspöki Palota mellett látható e neves debreceni természeti kincs. Történetével táblája ismertet meg: „Ennek a fává nőtt iszlagnak a neve Lícium halmifolium, vagy amint a magyar mondja: »ördögcérna«, »sem fű, sem fa«. Ebben a növésben természeti ritkaság. A debreceni hagyomány szerint a reformáció lánglelkű apostola, Bálint pap vitázott egy Ambrosius nevű katolikus pappal. A vita hevében Ambrosius letört egy líciumgallyat és kacagva leszúrta a földbe, mondva »Akkor lesz ebből a vallásból valami, amikor ez fává nő!« és csakugyan fa lett belőle. A református vallás is Debrecenben lett a legvirágzóbb. Tény az, hogy a papi lakás, melynek ablakát beárnyékozta, 1764-ben épült Szilágyi Sámuel püspök számára, a Méliusz által lakott plébánia helyén. Az ablak előtt kis kert volt és ebben nőtt a lícium.”
Hatvan utca 3-7. – Postapalota
A 20. század elején épített emeletes házakat a debreceniek palotának nevezték. A Postapalota 1931-ben Münnich Aladár tervei szerint épült. A Postaigazgatóság új szárnya Aurér Richard tervezésében 1976-ban készült el. A távíróhálózatba elsőként bekapcsolt Debrecenben 1855-ben nyílt meg az első távíróiroda.
Hatvan utca 12. – Kerekes-ház
Itt élt Kerekes Ferenc professzor, a Ludas Matyi felfedezője és első kiadója (1850). Mint a Kollégium VII. Természetrajz tanszékének első tanára, a Füvészkert betelepítője volt. Sokat fáradozott a kollégiumi szolgadiákok nehéz sorának javításán.
Hatvan utca 23. – Csokonai-ház
A ház falán a Csokonai Kör 1891-ben elhelyezett táblája hirdeti: „E házban született Csokonai Vitéz Mihály 1773. november 17-én”. Illetőleg a helyén akkor állott épületben, mert a jelenlegi eklektikus házat 1890-ben emelték.
Ebben az épületben működött a város első múzeuma 1905–1928 között, melyet a Löfkovits Artur órás és ékszerész által adományozott gyűjteményből fejlesztettek a város történeti kutatásaiban is páratlan munkát végző első múzeumőrök, igazgatók: Zoltai Lajos, Ecsedi István és Söregi János. A múzeumban lelt otthonra a Csokonai Kör klubja is.
Hatvan utca 44. – Fazekas Mihály Gimnázium
1893-ban épült eklektikus ház, a város első Állami Főreáliskolája volt, jogutódja a kollégiumban, 1873-ban létrehozott négyosztályos reáltanodának. Jeles tanulója Tóth Árpád volt.
Az iskola Oláh Gábor javaslatára 1921-ben felvette Fazekas Mihály nevét.
Hatvan utcai temető
1700–1930 között a Hatvan utca és Dorottya utca környékén terült el, ma csak egy díszsír jelzi.